# Washington Mills (Nueva York)
Washington Mills es un lugar designado por el censo ubicado en el condado de Oneida en el estado estadounidense de Nueva York. En el año 2010 tenía una población de 1.183 habitantes.

## Geografía
Washington Mills se encuentra ubicado en las coordenadas 43°2′52.55″N 75°16′51.77″O / 43.0479306, -75.2810472.